# 烏拉·斯特蘭德
烏拉·斯特蘭德（Ulla Strand，1943年3月21日—2007年8月7日），娘家姓拉斯姆森（Rasmussen），是丹麥女子羽球運動員，從1960年代初期到1970年代初期表現出色。雖然她贏得了三項丹麥國家單打冠軍，並在1965年的全英羽球錦標賽中打進子單打決賽，但她的全英冠軍都來自女子雙打（3次，有2次與她的姐姐凱琳·約根森搭檔）和混合雙打（7次）。她有吸引力且充滿魅力，在她的職業球員生涯中一直是人們的最愛。
烏拉·斯特蘭德於1999年入選羽球名人堂。她在長期患病後於2007年去世。